# Giovanni Romano Bacchin
Giovanni Romano Bacchin, född 27 december 1929 i Belluno, död 10 januari 1995 i Rimini, var en italiensk filosof.
Mellan 1966 och 1980 undervisade han i historiefilosofi och vetenskapsfilosofi vid universitetet i Perugia. Mellan 1971 och 1973 innehade han även professuren i vetenskapsfilosofi vid universitetet i Lecce och från 1981 var han professor i teoretisk filosofi vid universitetet i Padua.
Bacchin började sin filosofiska verksamhet inom Mario Gentiles metafysiska skola under 1960-talet, men utvecklade sedan ett helt originellt angreppssätt till filosofin som gör att han är svår att passa in i någon vanlig filosofiskt strömning.